# Chassignolles (Indre)
Pour les articles homonymes, voir Chassignolles.
Chassignolles est une commune française située dans le département de l'Indre, en région Centre-Val de Loire.

## Géographie

### Localisation
La commune est située dans le sud-est du département, dans la région naturelle du Boischaut Sud.
Les communes limitrophes sont : Le Magny (3 km), Saint-Denis-de-Jouhet (6 km), Fougerolles (6 km), Crevant (6 km), Sarzay (7 km), Pouligny-Saint-Martin (7 km), Montgivray (8 km), Pouligny-Notre-Dame (8 km) et Crozon-sur-Vauvre (8 km).
Les communes chefs-lieux et préfectorales sont : La Châtre (6 km), Neuvy-Saint-Sépulchre (12 km), Châteauroux (35 km), Issoudun (45 km) et Le Blanc (68 km).

### Hameaux et lieux-dits
Les hameaux et lieux-dits de la commune sont : le Vigolet, la Séchère et les Liames.

### Géologie et hydrographie
La commune est classée en zone de sismicité 2, correspondant à une sismicité faible.
Le territoire communal est arrosé par les rivières Vauvre et Couarde.

### Climat
Pour des articles plus généraux, voir Climat du Centre-Val de Loire et Climat de l'Indre.
En 2010, le climat de la commune est de type climat océanique dégradé des plaines du Centre et du Nord, selon une étude du CNRS s'appuyant sur une série de données couvrant la période 1971-2000. En 2020, Météo-France publie une typologie des climats de la France métropolitaine dans laquelle la commune est dans une zone de transition entre le climat océanique altéré et le climat de montagne ou de marges de montagne et est dans la région climatique Ouest et nord-ouest du Massif Central, caractérisée par une pluviométrie annuelle de 900 à 1 500 mm, maximale en automne et en hiver.
Pour la période 1971-2000, la température annuelle moyenne est de 11 °C, avec une amplitude thermique annuelle de 15,3 °C. Le cumul annuel moyen de précipitations est de 852 mm, avec 12,3 jours de précipitations en janvier et 7,6 jours en juillet. Pour la période 1991-2020, la température moyenne annuelle observée sur la station météorologique de Météo-France la plus proche, « Ste--Sévère », sur la commune de Sainte-Sévère-sur-Indre à 12 km à vol d'oiseau, est de 12,1 °C et le cumul annuel moyen de précipitations est de 843,9 mm,. Pour l'avenir, les paramètres climatiques de la commune estimés pour 2050 selon différents scénarios d'émission de gaz à effet de serre sont consultables sur un site dédié publié par Météo-France en novembre 2022.

### Voies de communication et transports
Le territoire communal est desservi par les routes départementales : 41, 72, 73, 927 et 951B.
Les gares ferroviaires les plus proches sont les gares d'Argenton-sur-Creuse (37 km) et Châteauroux (39 km).
Chassignolles est desservie par la ligne H du Réseau de mobilité interurbaine.
L'aéroport le plus proche est l'aéroport de Châteauroux-Centre, à 42 km.

## Urbanisme

### Typologie
Au 1er janvier 2024, Chassignolles est catégorisée commune rurale à habitat très dispersé, selon la nouvelle grille communale de densité à sept niveaux définie par l'Insee en 2022.
Elle est située hors unité urbaine. Par ailleurs la commune fait partie de l'aire d'attraction de La Châtre, dont elle est une commune de la couronne,. Cette aire, qui regroupe 14 communes, est catégorisée dans les aires de moins de 50 000 habitants,.

### Occupation des sols
L'occupation des sols de la commune, telle qu'elle ressort de la base de données européenne d’occupation biophysique des sols Corine Land Cover (CLC), est marquée par l'importance des territoires agricoles (92,4 % en 2018), une proportion identique à celle de 1990 (92,4 %). La répartition détaillée en 2018 est la suivante : 
prairies (49,5 %), zones agricoles hétérogènes (29,1 %), terres arables (13,7 %), forêts (6,6 %), zones urbanisées (1 %). L'évolution de l’occupation des sols de la commune et de ses infrastructures peut être observée sur les différentes représentations cartographiques du territoire : la carte de Cassini (XVIIIe siècle), la carte d'état-major (1820-1866) et les cartes ou photos aériennes de l'IGN pour la période actuelle (1950 à aujourd'hui).

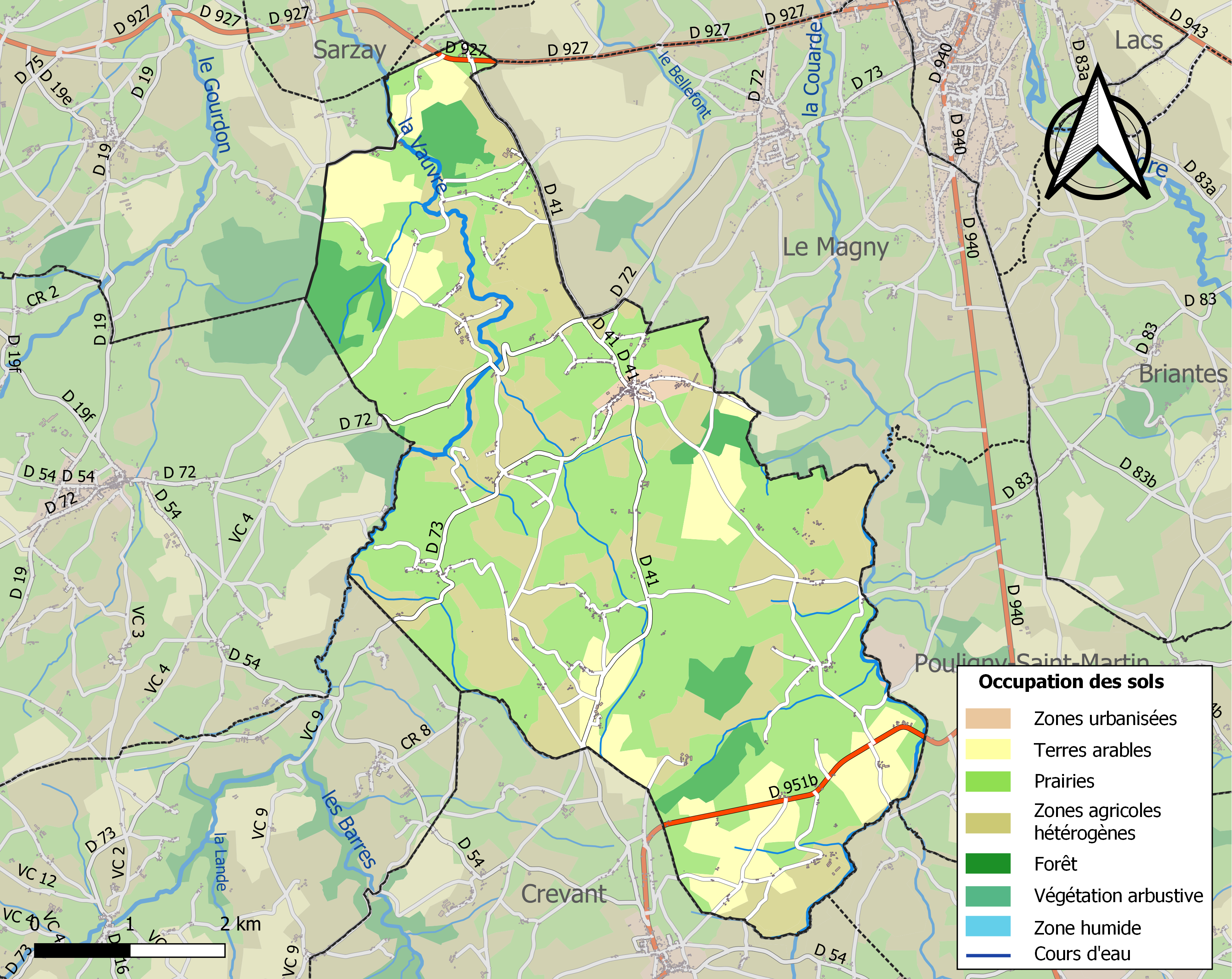
Carte des infrastructures et de l'occupation des sols de la commune en 2018 (CLC).

### Logement
Le tableau ci-dessous présente le détail du secteur des logements de la commune :
| Date du relevé                                              | 2013   | 2015   |
| Nombre total de logements                                   | 390    | 386    |
| Résidences principales                                      | 70,4 % | 67,3 % |
| Résidences secondaires                                      | 20,5 % | 19,6 % |
| Logements vacants                                           | 9,1 %  | 13,1 % |
| Part des ménages propriétaires de leur résidence principale | 80,9 % | 86,3 % |

### Risques majeurs
Le territoire de la commune de Chassignolles est vulnérable à différents aléas naturels : météorologiques (tempête, orage, neige, grand froid, canicule ou sécheresse) et séisme (sismicité faible). Il est également exposé à un risque particulier : le risque de radon. Un site publié par le BRGM permet d'évaluer simplement et rapidement les risques d'un bien localisé soit par son adresse soit par le numéro de sa parcelle.

#### Risques naturels

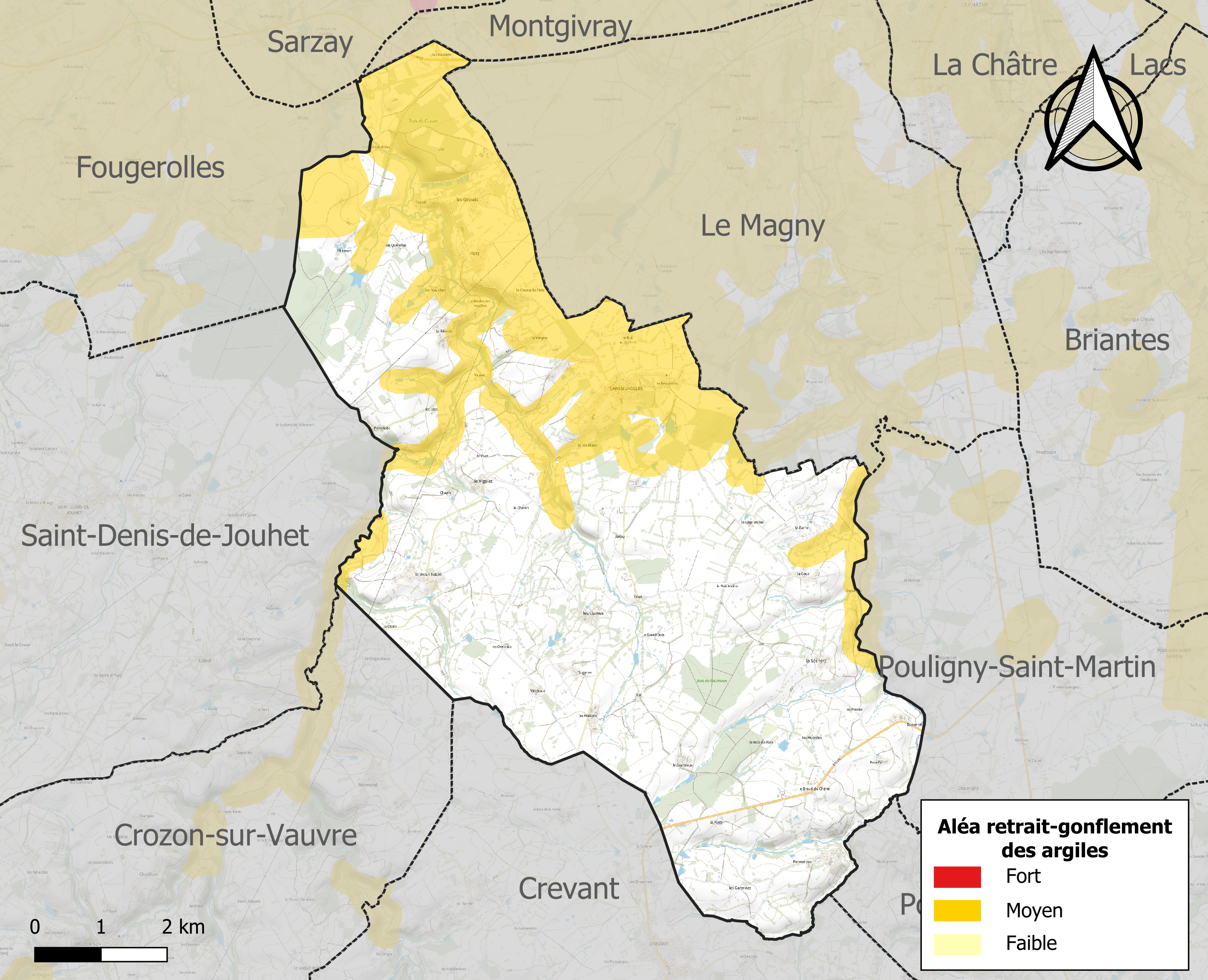
Carte des zones d'aléa retrait-gonflement des sols argileux de Chassignolles.

Le retrait-gonflement des sols argileux est susceptible d'engendrer des dommages importants aux bâtiments en cas d’alternance de périodes de sécheresse et de pluie. 30,8 % de la superficie communale est en aléa moyen ou fort (84,7 % au niveau départemental et 48,5 % au niveau national). Sur les 408 bâtiments dénombrés sur la commune en 2019, 208 sont en aléa moyen ou fort, soit 51 %, à comparer aux 86 % au niveau départemental et 54 % au niveau national. Une cartographie de l'exposition du territoire national au retrait gonflement des sols argileux est disponible sur le site du BRGM,.
Concernant les mouvements de terrains, la commune a été reconnue en état de catastrophe naturelle au titre des dommages causés par la sécheresse en 2011 et 2019 et par des mouvements de terrain en 1999.

#### Risque particulier
Dans plusieurs parties du territoire national, le radon, accumulé dans certains logements ou autres locaux, peut constituer une source significative d’exposition de la population aux rayonnements ionisants. Toutes les communes du département sont concernées par le risque radon à un niveau plus ou moins élevé. Selon la classification de 2018, la commune de Chassignolles est classée en zone 3, à savoir zone à potentiel radon significatif.

## Toponymie
Le nom de la commune est attesté sous les formes Cassinolas en 1190, de Cassagnolis en 1212, Chassignoles en 1230, Petrus de Chassegneya vers 1200, de Chassignolis en 1648, Chassanoilhiis en 1327, Chassigoliis en 1351.
Le toponyme Chassignolles est composé du gaulois cassanos signifiant chêne, et du suffixe dimininutif -iole. Cet arbre pousse naturellement sur cette commune qui compte, aujourd'hui encore, de nombreux bois de chêne. Le plus important est le bois de Villemort où l'on peut admirer le célèbre « chêne Pendu » situé à la limite de trois communes et trois cantons. Ce géant séculaire a malheureusement été victime de la sécheresse.
Ses habitants sont appelés les Chassignollais.

## Politique et administration
La commune dépend de l'arrondissement de La Châtre, du canton de Neuvy-Saint-Sépulchre, de la deuxième circonscription de l'Indre et de la communauté de communes de La Châtre et Sainte-Sévère.
Elle dispose d'une agence postale communale.
| Période                                  | Période   | Identité          | Étiquette | Qualité   |
| ---------------------------------------- | --------- | ----------------- | --------- | --------- |
| mars 1977                                | mars 2008 | Rémy Pirot        | PCF       | ?         |
| mars 2008,                               | En cours  | Élisabeth Labesse | DVD       | Comptable |
| Les données manquantes sont à compléter. |           |                   |           |           |

## Population et société

### Démographie
L'évolution du nombre d'habitants est connue à travers les recensements de la population effectués dans la commune depuis 1793. Pour les communes de moins de 10 000 habitants, une enquête de recensement portant sur toute la population est réalisée tous les cinq ans, les populations de référence des années intermédiaires étant quant à elles estimées par interpolation ou extrapolation. Pour la commune, le premier recensement exhaustif entrant dans le cadre du nouveau dispositif a été réalisé en 2006.

En 2022, la commune comptait 533 habitants, en évolution de −6 % par rapport à 2016 (Indre : −3 %, France hors Mayotte : +2,11 %).
| 1793 | 1800 | 1806 | 1821 | 1831 | 1836 | 1841 | 1846 | 1851  |
| ---- | ---- | ---- | ---- | ---- | ---- | ---- | ---- | ----- |
| 788  | 763  | 652  | 910  | 967  | 980  | 968  | 995  | 1 040 |

| 1856  | 1861  | 1866  | 1872  | 1876  | 1881  | 1886  | 1891  | 1896  |
| ----- | ----- | ----- | ----- | ----- | ----- | ----- | ----- | ----- |
| 1 050 | 1 036 | 1 023 | 1 055 | 1 145 | 1 181 | 1 201 | 1 249 | 1 303 |

| 1901  | 1906  | 1911  | 1921  | 1926  | 1931  | 1936  | 1946  | 1954 |
| ----- | ----- | ----- | ----- | ----- | ----- | ----- | ----- | ---- |
| 1 261 | 1 278 | 1 326 | 1 191 | 1 220 | 1 196 | 1 146 | 1 104 | 963  |

| 1962 | 1968 | 1975 | 1982 | 1990 | 1999 | 2006 | 2011 | 2016 |
| ---- | ---- | ---- | ---- | ---- | ---- | ---- | ---- | ---- |
| 898  | 826  | 680  | 567  | 548  | 543  | 566  | 596  | 567  |

| 2021 | 2022 | - | - | - | - | - | - | - |
| ---- | ---- | - | - | - | - | - | - | - |
| 547  | 533  | - | - | - | - | - | - | - |

### Enseignement
La commune dépend de la circonscription académique de La Châtre.

### Manifestations culturelles et festivités
Le festival rural se déroule le dernier dimanche du mois de juillet. Le matin, défilé de machines anciennes dans Chassignolles, avec de nombreux bénévoles en habits d'époque. L'après-midi, dans la cour de la maison des traditions, démonstrations, activités et exposants. La galette de pommes de terre est également vendue ce jour-là. Elle est cuite dans le four à pain de l'ancienne maison d'habitation qui fait partie du musée. Le soir repas à la salle des fêtes. Et cette journée se termine par une retraite aux flambeaux et un feu d'artifice.

### Médias
La commune est couverte par les médias suivants : La Nouvelle République du Centre-Ouest, Le Berry républicain, L'Écho - La Marseillaise, La Bouinotte, Le Petit Berrichon, L'Écho du Berry, France 3 Centre-Val de Loire, Berry Issoudun Première, Vibration, Forum, France Bleu Berry et RCF en Berry.

## Économie
La commune se situe dans la zone d’emploi de Châteauroux et dans le bassin de vie de La Châtre.

## Culture locale et patrimoine

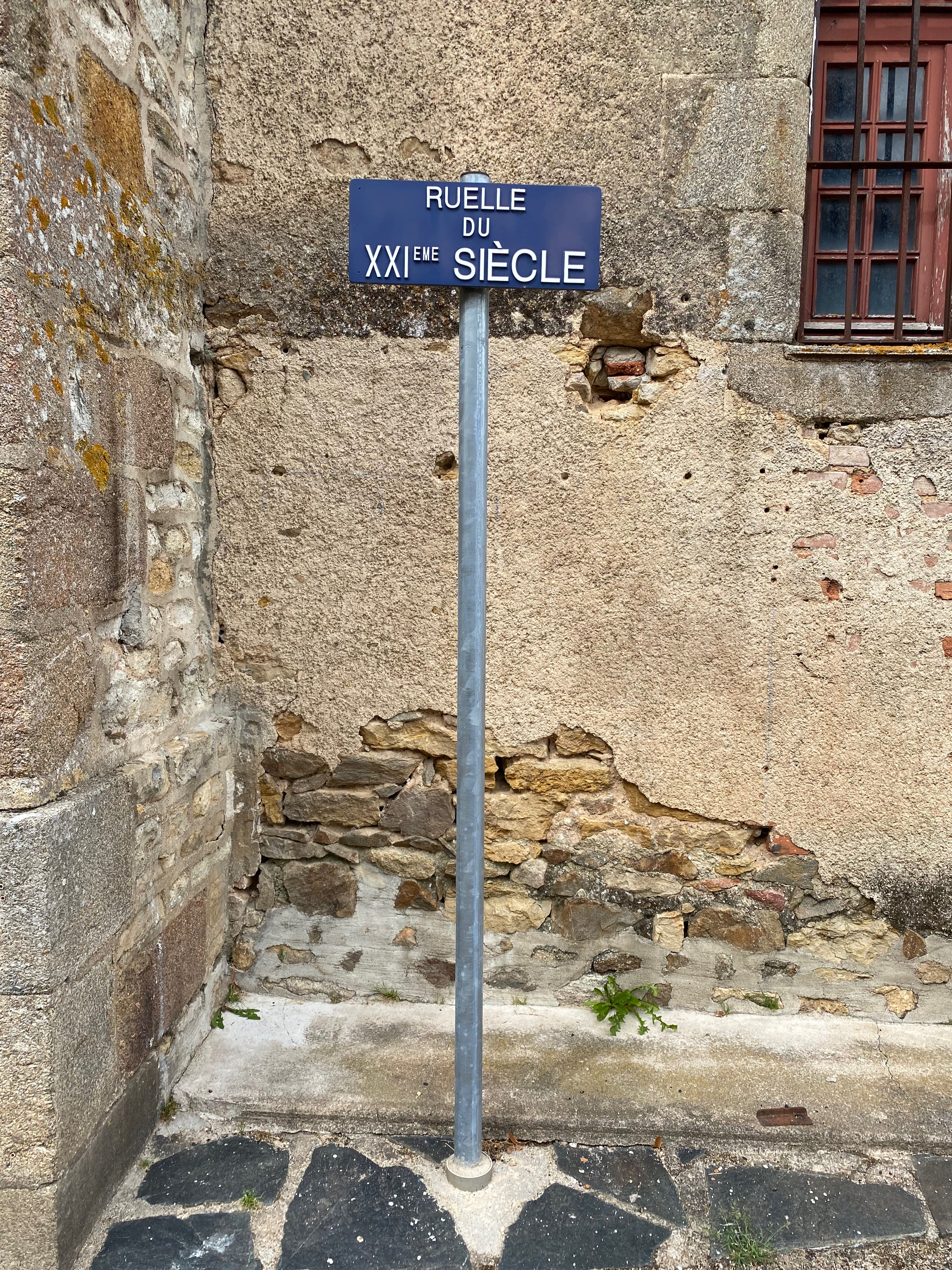
Ruelle du XXIe siècle.

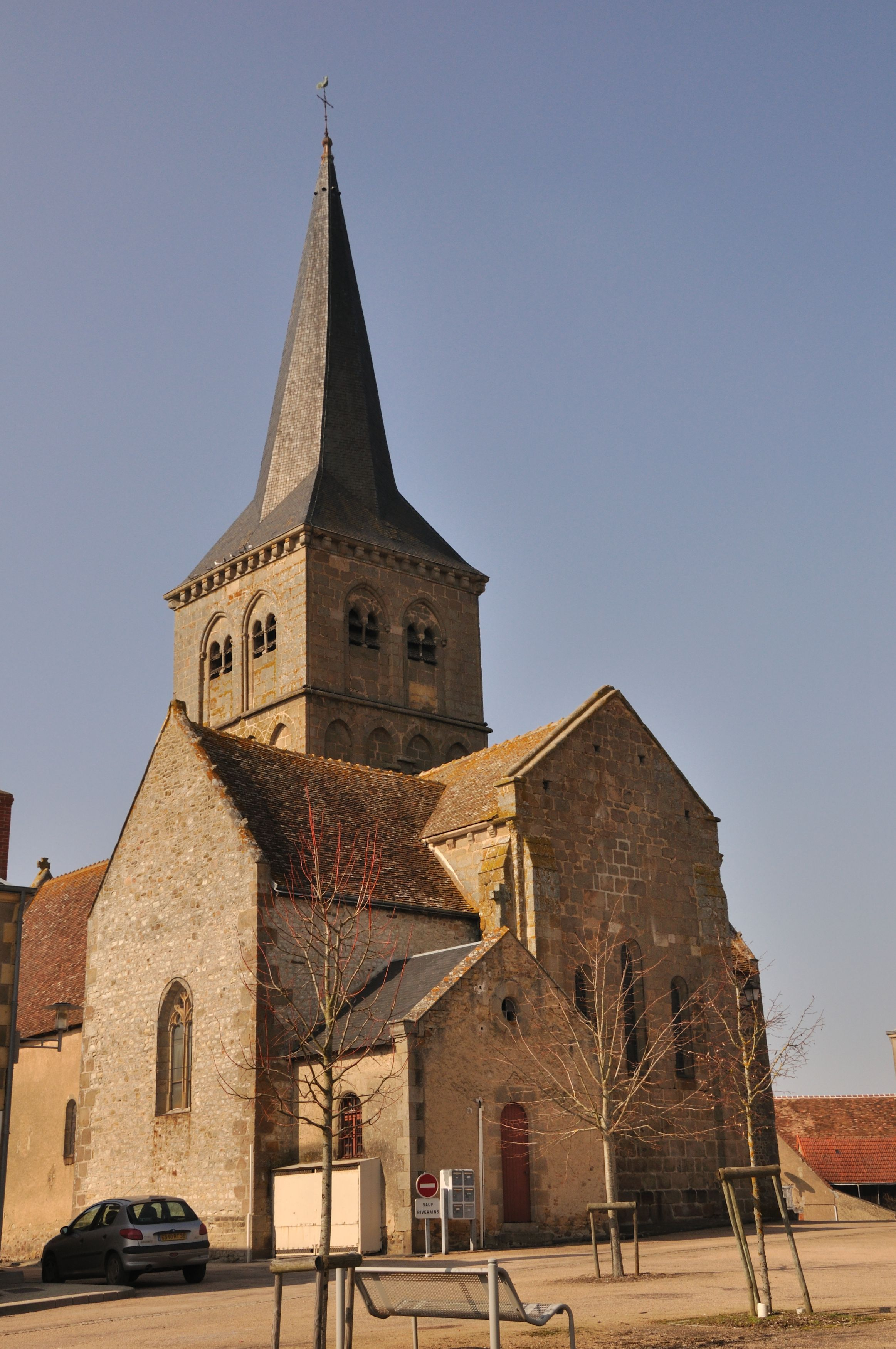
Église Saint-Etienne.

- Château féodal de Villemort (ou Villemor). Il fut la propriété de Léonard de Bridiers de Villemor qui devint seigneur de Villemor du chef de sa mère Françoise Bertrand et comme héritier de son oncle Jean Bertrand, aumonier du roi.
- Église Saint-Étienne (XIIe et XVe siècles) : l'église se compose d'une nef couverte en charpente apparente, suivie de trois travées, l'une portant le clocher et les deux suivantes constituant le chevet et le chœur du sanctuaire. Toute cette partie, construite en magnifiques pierres de granite, est de style romano-gothique et date du milieu du XIIe siècle. De chaque côté du chœur se trouvent deux chapelles seigneuriales de la fin du XVe siècle.
- Monument aux morts.
- Maison des Traditions : musée municipal présentant la vie et le labeur d'autrefois, situé dans une ancienne ferme du Berry, présente l'histoire de la paysannerie traditionnelle. L'importante collection d'outils du quotidien, liés à des pratiques et à des métiers disparus, raconte l'histoire des gestes, des mutations techniques et de l'évolution des sociétés rurales. Il propose tout au long de l'année un riche programme culturel, vous faisant redécouvrir les gestes d'autrefois : fabrication de beurre, vannerie, travail de la laine, danses traditionnelles[38].
- École de Vannerie de Chassignolles : elle est gérée par l'association des amis de la maison des traditions. Elle est ouverte de novembre à février. Grâce aux bénévoles, vous pouvez y apprendre à fabriquer un véritable panier berrichon.
- Moto-scie-fendeuse : pièce unique au monde exposée à la maison des traditions. En pleine guerre (1940), la population ayant beaucoup augmenté par l'afflux des réfugiés, Émile Jouhanneau, un Berrichon de La Châtre, invente et construit une machine pour scier, fendre et évacuer le bois : la moto-scie-fendeuse. Cet engin, révolutionnaire pour l'époque, se déplacera de ferme en ferme, dans le Sud du Berry, jusqu'en 1952.

### Personnalités liées à la commune
- Georges Pirot (1898-1982), résistant et homme politique français, né à Chassignolles.
- Pouradier-Duteil, général.
- Henri Fougère, député.
- Christian Pirot (1937-2010), éditeur et écrivain, né à Chassignolles.
- Gillian Tindall (1938), femme de lettres britannique.
- Dominique Nicolas, Dominik Nicolas pour son nom scène (1958). Fondateur, guitariste et unique compositeur du groupe Indochine de 1981 à 1995. On lui doit les plus grandes tubes du groupe. Bien que né à Paris, ses racines sont à Chassignolles, commune dont ses grands-parents paternels et ses parents sont originaires. Il est familier de la commune pour y avoir passé l'essentiel de ses vacances de l'enfance à l'adulte.
- Dominique Bijotat (1961), ancien footballeur français reconverti entraîneur, né à Chassignolles;
- Boris Paul (1973), journaliste, auteur de plusieurs livres sur le cyclisme, né à La Châtre mais originaire de Chassignolles  (au lieu-dit La Rillerie) où il a été scolarisé du CP au CM2. il a notamment travaillé ou collaboré à des titres très divers tels que l'Echo du Berry (durant près de 10 ans), L'écho La Marseillaise, Le Berry Républicain, Accordéon Magazine, Accordéon et Accordéoniste, Vélo Legende et Le Canard Enchaîné. Neveu de Marcel Nicolas, il est apparenté à Dominique Nicolas, le fondateur du groupe Indochine. Il est réputé pour son style vif et aérien, l'une des plus belles plumes de la région Centre selon nombreux spécialistes.